# 601476 Scharun
601476 Scharun este o planetă minoră (asteroid) din centura de asteroizi. A fost descoperită pe 8 martie 2013 la Haleakalā Observatory⁠(d) de . 
Obiectul prezintă o orbită caracterizată de o semiaxă mare de 3,1028426992001 UAi, o excentricitate de 0,074656803132251, o înclinație de 3,702356625754 ° în raport cu ecliptica.